# Паракино
Паракино (эрз. Парынзэле, Вере Паронза) — село в Большеберезниковском районе Мордовии. Административный центр Паракинского сельского поселения.

## География
Расположено на реке Штырме, в 22 км от районного центра и 52 км от железнодорожной станции Чамзинка.

## Название
Название-антропоним: от дохристианского мордовского имени Парак.

## История
Основано в начале XVII века переселенцами из деревни (ныне село) Чёрная Промза.
В 1858 году прихожанами построен деревянный храм в честь Рождества Христова.
В «Списке населённых мест Симбирской губернии» (1863) Паракино — село удельное из 189 дворов (1 531 чел.) Ардатовского уезда.
В 1892 году к храму был пристроен придел во имя Святителя и Чудотворца Николая и колокольня.
В 1913 году в селе был 321 двор (2 427 чел.); действовали церковно-приходская школа, мельница.
В 1917 году был создан сельсовет, открыты школа для неграмотных, читальня. В конце 1918 года была образована партячейка, создана коммуна.
В 1929 году был организован колхоз им. Горького, в 1950-е гг. — им. Сталина, 1960-е гг. — «Россия», с 1967 года — «Паракинский», с 1997 года — СХПК.

## Инфраструктура
Основная  школа, Дом культуры, магазины, медпункт.

## Население
На 2001 год население составляло 536 человек.
| 2002 | 2010 |
| ---- | ---- |
| 585  | ↘526 |

## Достопримечательности
- Церковь Рождества Христова, действующая с 2000 года[2].
- Памятники коммунистам, убитым кулаками.
- Памятник воинам, погибшим в годы Великой Отечественной войны.
- Возле села расположен эрзянский могильник XVII—XVIII веков.

## Источник
- Энциклопедия Мордовия, Н. Н. Щемерова.